# Sergey Belyayev
Sergueï Nikolaïevitch Beliaïev, né le 8 mai 1960 à Tachkent (République socialiste soviétique d'Ouzbékistan) et mort le 6 septembre 2020 à Almaty (Kazakhstan), est un tireur sportif kazakh.

## Carrière
Sergueï Beliaïev participe aux Jeux olympiques d'été de 1996 à Atlanta où il remporte la médaille d'argent dans l'épreuve de la carabine 50 mètres tir couché et dans l'épreuve de la carabine 50 mètres trois positions.